# Bermudo I. Asturský

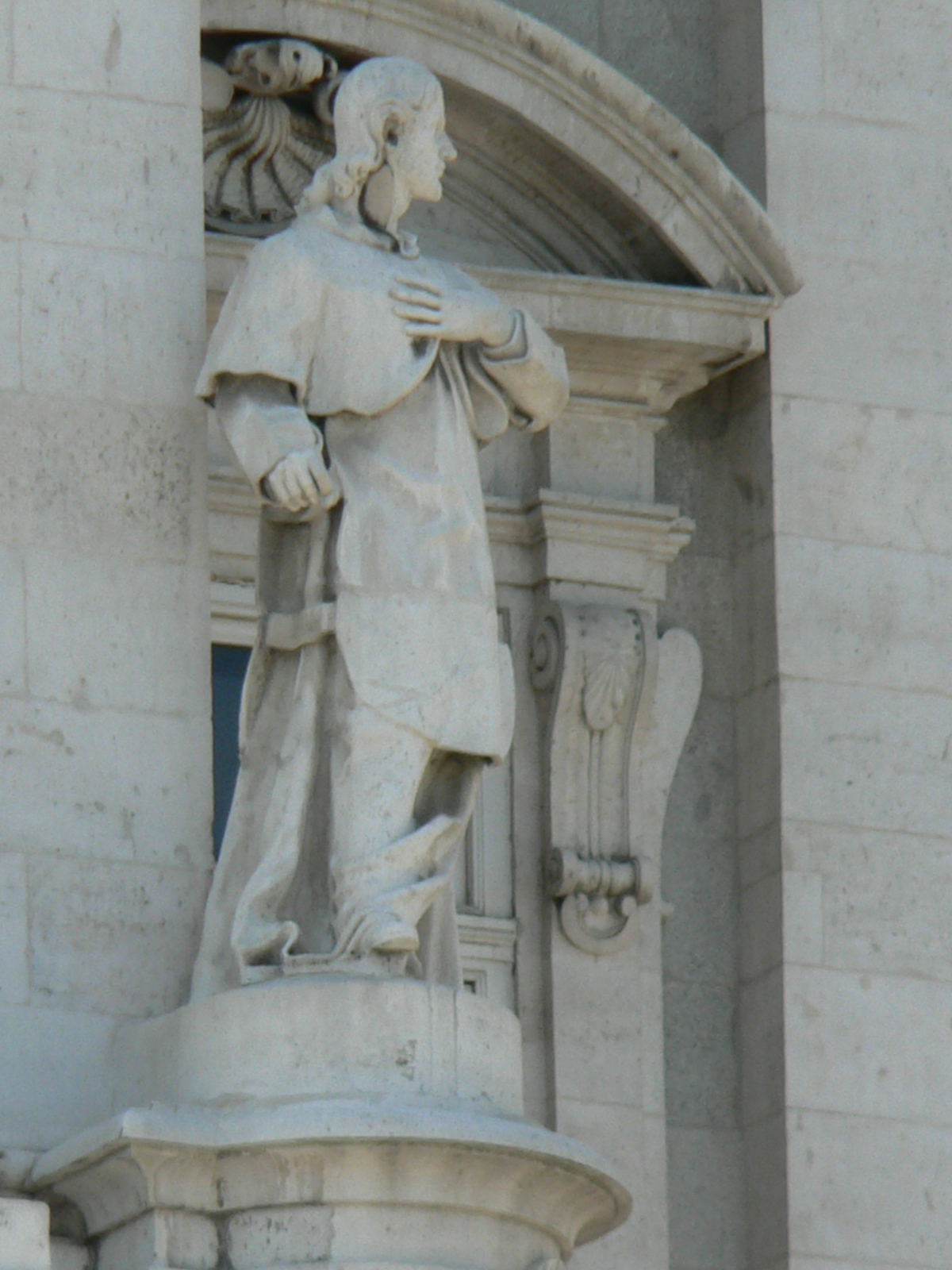
Socha Bermuda I. v královském paláci v Madridu

Bermudo I. (také Vermudo nebo Veremund), nazývaný Jáhen nebo Mnich (asi 750 – 797), byl asturský král od roku 788 (789) do své abdikace v roce 791. Byl synem Fruely Kantabrijského, synovce Alfonsa I. a bratra Aurelia. Důvod konce jeho vlády předznamenal nové období astursko-arabských vztahů.
Bermudo byl zvolen palácovou šlechtou (palatiny) po smrti Mauregata v roce 788 (789).  Jelikož Mauregatus nastoupil na trůn díky převratu a nástup Bermuda byl bezproblémový, je pravděpodobné, že Mauregatus udělil palácové tituly novým lidem. Také je možné, že Bermudo byl vybrán za krále, aby se zabránilo návratu Alfonsa II., syna Fruely I. Kronika Alfonsa III. v obou svých verzích popisuje Bermuda jako jáhna v době jeho nástupu na trůn. Tato skutečnost by ještě více podpořila fakt, že byl zvolen jako opozice vůči Alfonsovi II.
V každém případě nevládnul dlouho. Musel se bránit proti arabsko-berberské invazi do Álavy a Galicie. Během bojů byl poražen v bitvě u řeky Burbia v roce 791. I když křesťanské zdroje neuvádí jeho protivníky,  bitva byla pravděpodobně spojena se sérií tažení do Asturie v 90. letech 8. století. Muslimský velitel u řeky Burbia byl, podle maurského historika Ibn al-Athira, Yūsuf ibn Bukht. Bitva byla taky zaznamenána al-Maqqarīm. Bermudo po porážce následně abdikoval. Není jasné jestli dobrovolně, protože byl jáhnem (jak popisuje kronika Alfonsa III.), nebo jestli pod nátlakem. Během vizigotské nadvlády byli vládci tradičně sesazování, pokud se projevili jako neschopní válečníci. Tak či onak, Bermudo byl popisován jako štědrý a proslulý panovník během svého života.[ujasnit] Nebo taky milostivý a zbožný slovy kroniky Codex Viliganus.
Alfonso II. nastoupil po Bermudovi, který po sobě nechal syna Ramira, který později i vládl jako Ramiro I. Po své abdikaci žil Bermudo ještě relativně dlouhou (asi jako mnich) a byl zadobře s novým panovníkem.